# Psammotettix alienus
Psammotettix alienus, randig dvärgstrit är en insektsart som först beskrevs av Anders Gustav Dahlbom 1850.  Psammotettix alienus ingår i släktet Psammotettix, och familjen dvärgstritar. Arten är reproducerande i Sverige.